# Creu de terme (Cardedeu)
La Creu de terme és una obra barroca de Cardedeu (Vallès Oriental) inclosa a l'Inventari del Patrimoni Arquitectònic de Catalunya. Creu de Terme és també el nom del guardó que l'ajuntament atorga a persones ben merescuts.

## Descripció
Creu de terme situada abans a l'entrada de la població, venint de Granollers, un cop passat el pont de la via. Quan s'erigí assenyalava el començament del terme de Vilalba, que llavors formava municipi propi. La creu descansava damunt d'una escalinata circular de tres grades de pedra granítica. A la base de la creu, de quatre cares, hi ha l'escut de Cardedeu en forma de cairó i rombe. En un altre inscripció convidant al caminant a fer penitència «Colles Sta AS M. dient un pare nostre i Ave Maria es guanya 40 dies de perdó. Any 1679» Una part del sòcol és llis i a l'altre hi ha en relleu una deixuplina que recorda la Passió del senyor. A un costat té la imatge de Crist i a l'altre la de la Verge. Descansa damunt una columna salomònica.

## Història
Fou erigida l'any 1679 essent rector de la parròquia el doctor Esteve Escariu (degà del Vallès). Ell mateix feu bastir també la capelleta del Sant Crist a l'entrada del carrer hospital el 1699.
El 1936 fou arrencat el capitell romànic i fet bocins. Conservats els fragments, fou reconstruïda.
El 1969 fou envestida per un camió. Es restaurà i traslladà al mig de la plaça el 1971.
A l'octubre de 2017 dos nois van provocar-ne greus danys mentre hi practicaven parkour, de manera que la creu va resultar escapçada i la columna de pedra va quedar partida per la meitat. A juny de 2018 es va restituir amb una rèplica, l'original es conserva al Museu-Arxiu Tomàs Balvey de Cardedeu.